# Ulansu Hai
Ulansu Hai är en sjö i Kina. Den ligger i den autonoma regionen Inre Mongoliet, i den norra delen av landet, omkring 240 kilometer väster om regionhuvudstaden Hohhot. Arean är 233 kvadratkilometer. Trakten runt Ulansu Hai består i huvudsak av gräsmarker.
Genomsnittlig årsnederbörd är 355 millimeter. Den regnigaste månaden är juli, med i genomsnitt 88 mm nederbörd, och den torraste är januari, med 1 mm nederbörd.